# Кастор и Полидеук
Кастор и Полидеук (грч. Κάστωρ и Πολυδεύκης) по грчкој митологији, односно Кастор и Полукс (лат. Castor и Pollux) по римској митологији су близанци, Ледини синови, а Хеленина и Клитемнестрина браћа. Мајка им је била Леда, али су имали различите очеве; Кастор је био смртни син Тиндареја, краља Спарте, док је Полукс био божански син Зевса, који је завео Леду под маском лабуда. Пар је стога пример хетеропатерналне суперфекундације. Иако су извештаји о њиховом рођењу различити, понекад се каже да су рођени из јајета, заједно са својим сестрама близнакињама Хеленом од Троје и Клитемнестром.

## Класични извори
Старогрчки аутори причају бројне верзије приче о Кастору и Полуксу. Хомер их у почетку приказује као обичне смртнике, третирајући их као мртве у Илијади („... постоје два заповедника које не видим, / Кастор покоритељ коња и боксер / Полидеук, браћо моја ...“ – Хелена), али се у Одисеји они третирају као живи иако их „држи плодоносна земља“. Аутор их описује као „имају част једнаку боговима“, живеће наизменичне дане због Зевсове интервенције. У Одисеји и у Хесиоду су описани као синови Тиндареја и Леде. У Пиндару, Полукс је Зевсов син, док је Кастор син смртног Тиндареја. Тема двосмисленог порекла није јединствена за Кастора и Полукса; сличне карактеризације појављују се у причама о Херкулу и Тезеју. Диоскури се такође помињу у Алкејевом Фрагменту 34а, мада је непознато да ли ова песма претходи Хомеровој химни близанцима. is unknown. Заједно се појављују у две драме Еурипида, Јелена и Електра.
Цицерон наводи причу о томе како је Симонида из Цеоса прекорио Скопас, његов покровитељ, јер је посветио превише простора хваљењу Кастора и Полукса у оди која слави Скопасову победу у трци кочија. Убрзо потом, Симониду је речено да два младића желе да разговарају с њим; након што је напустио собу за банкете, кров је пао и смрскао Скопаса и његове госте.

## Грчка митологија
- Кастор - (грч. Κάστωρ) на грчком значи дабар
- Полидеук - (грч. Πολυδεύκης) на грчком значи врло драг.

Кастор и Полидеук су познати и као Диоскури - (грч. Διόσκουροι или Dióskouroi). Њихово заједничко име на старогрчком значи божји синови, да би се тиме истакло да су они божји - Зевсови синови.

### Рођење
Постоји више легенди о пореклу Диоскура. Те легенде укључују и порекло њихових сестара.
Једна од најпознатијих је она по којој се Зевс, заљубљен у Леду, а не могавши да је заведе, прерушио у лабуда и, када је она заспала обљубио је, а она је после снела два јаја из којих су се излегли њих двојица. 
Како су они били Зевсови синови, били су бесмртни као богови, мада, Хомер у својој Илијади каже да се Хелена, гледајући са зидина Троје, питала зашто не види браћу међу Ахајцима, а Хомер затим говори да су обојица већ мртви и сахрањени у својој домовини у Лакедемону, што наводи на закључак да су били смртни.
Све легенде наводе да је Полидеук био бесмртан. 

### Живот
Кастор и Полидеук су, када су им Тезеј и Пирит отели сестру Хелену, ослободили сестру, уз помоћ Академа, а за освету отели Тезејеву мајку Етру. Придружили су се Јасону и аргонаутима на њиховом путовању на којем је Полидеук убио краља Амика у двобоју песницама. Према легенди, Полидеук је био добар борац, а Кастор добар јахач.
Кад је краљица Астидамија увредила Пелеја, Кастор и Полидеук су му помогли да разруши њен град Иолкос (грч. Ιωλκός) у Тесалији.
Кастор и Полидеук су отели кћерке Леукипа, Фебу и Хилеру и оженили их, али не дуго затим, Ида и Линкеј, нећаци Леукипа, су убили Кастора. Полидеук, који је од Зевса добио бесмртност, молио је да и његов брат, Кастор, добије бесмртност, али Зевс му није услишио молбу. Умјесто тога, они су један дан проводили у Хаду, а један дан се забављали са боговима на Олимпу.
Ова прича иде у прилог тврдње да је Полидеук био Зевсов син, а да је Кастор био Тиндарејев син.

## Иконографија
Кастор и Полукс се доследно повезују са коњима у уметности и књижевности. Нашироко су приказани као коњаници са шлемовима који носе копља. Псеудоопијски рукопис приказује браћу у лову, како на коњима тако и пешице.
На заветним рељефима они су приказани разним симболима који представљају концепт близанства, као што су докана (δόκανα – два усправна комада дрвета повезана са две попречне греде), пар амфора, пар штитова или пар од змија. Такође су често приказани како носе капе од филца, понекад са звездама изнад. Приказани су на метопама (елемент дорског фриза) из Делфа приказујући их на путовању Аргом (Ἀργώ) и шуштању стоке са Идом. У грчким вазама се редовно приказују како хватају Фибу и Хилаиру, као Аргонауте, као и током верских обреда и приликом предаје Леди јајета у коме се налази Хелена. На неким сликама на вазaма могу се препознати по капама које носе, пилосу (πῖλος), што се већ у антици објашњавало као остаци јајета из којег су се излегли.
Дарес Фригијус их је описао као „плавокосе, великих очију, светле пути и добро грађене“.

## Светилишта и обреди
Диоскуре су обожавали Грци и Римљани; постојали су храмови близанцима у Атини, као што су Анакеион и Рим, као и светилишта на многим другим локацијама у античком свету.
Диоскури и њихове сестре су одрасли у Спарти, у краљевском дому Тиндареја; били су посебно важни за Спартанце, који су их повезивали са спартанском традицијом двојног краљевства и ценили да су два принца из њихове владарске куће уздигнута до бесмртности. Њихова веза тамо је била веома древна: јединствена спартанска аниконична представа Тиндаридаја била је у виду два усправна стуба спојена пречком; као заштитници спартанске војске „фигура од греде“ или докана је ношена у испред војске у походу. Јединствено двојно краљевство Спарте одражава божански утицај Диоскура. Када је спартанска војска марширала у рат, један краљ би остао код куће, у пратњи једног од Близанаца. „На овај начин се ствара прави политички поредак у царству богова“.

## Римска митологија
Латинска имена диоскура су Кастор - (лат. Castor) и Полукс - (лат. Pollux)
Римска митологија издваја Кастора, и одаје му много веће поштовање неголи Полидеуку (код Римљана Полукс)
Дан Кастора и Полукса се славио 15. јула, а храм посвећен њима налазио се на римском форуму.

## Сазвежђе
Сазвежђе Близанаца (Gemini) представља Кастор и Полукса, а њихове најсветлије звезде се зову Кастор и Полукс - (α и β Geminorum).
Према другој легенди, Зевсов син Полидеук је јутарња звезда која се рађа на небу, а смртни Кастор је вечерња звезда која залази у море.